# Veerse Gatdam
De Veerse Gatdam is de dam waarmee het Veerse Gat op 27 april 1961 werd afgesloten met een caissonsluiting. Hierdoor ontstond het Veerse Meer. De Veerse Gatdam is het derde bouwwerk van de Deltawerken. Over de dam loopt de N57. De dam is 2,8 kilometer lang en verbindt Walcheren met Noord-Beveland. 
Rijkswaterstaat heeft een gedetailleerd verslag gemaakt over ontwerp en uitvoering van deze dam.
Vanaf 1954 werd onderzoek gedaan naar het maken van het ontwerp van de dam en de uitvoering van de werkzaamheden. Eerst moesten veel gegevens worden verzameld, onder andere over de waterstanden en stroomsnelheden, het oude land en de buitendijkse platen zoals de Plaat van Onrust moesten in kaart worden gebracht en met grondboringen werd inzicht verkregen over de bodem. Met deze informatie kon de Waterloopkundige afdeling aan de slag voor de juiste materiaalkeuze en de volgorde van de werkzaamheden. Aan de hand van de uitkomsten werd het bestek geschreven voor de aannemers en andere uitvoerders van het project.
Het project werd in twee fasen uitgevoerd. Op het grootste en ondiepe deel, voornamelijk op de Plaat van Onrust, werd een met asfalt beklede dijk aangelegd. Er bleef een smalle en diepe geul over dicht bij Walcheren. Aan beide zijden van de geul waren dijkshoofden aangelegd, dit voorkwam dat het water bij eb en vloed de aangelegde dijken zou beschadigen. Deze 300 meter brede geul werd tot slot dichtgemaakt door met afzinkbare doorlaatcaissons. De zeven caissons werden gebouwd in een nieuwe dok aangelegd tussen Veere en Vrouwenpolder.
De caissons bevatten openingen, zodat de getijdenstroom tijdens de bouw van de dam gewoon door kon gaan. Hiermee werd voorkomen dat de stroming steeds sterker zou worden naarmate de bouw vorderde. Pas aan het einde van de bouw zijn de schuiven gelijktijdig neergelaten, waardoor de dam op 27 april 1961 in één klap werd gedicht. De minister van Verkeer en Waterstaat, Henk Korthals, gaf hiertoe de opdracht vanaf de salonboot Pieter Caland.
Op 27 oktober 1961 werd de weg over de dam officieel geopend door de directeur-generaal van de Rijkswaterstaat ingenieur Maris.
De kosten van de afsluiting bedroegen zo’n 50 miljoen gulden, min of meer gelijk verdeeld over aanleg van de dijk en de afsluiting van de geul met de caissons.
Door de bouw van de Veerse Gatdam is het stadje Veere niet langer verbonden met de open zee. De vissersvloot van Veere vertrok vlak voor het sluiten van de dam naar het nabijgelegen Colijnsplaat. Het Veerse Meer is tegenwoordig een populaire watersportplaats, in het bijzonder voor windsurfers.
De afsluiting van het Veerse Gat werd verfilmd door Bert Haanstra voor zijn film Deltafase 1.

## Foto's

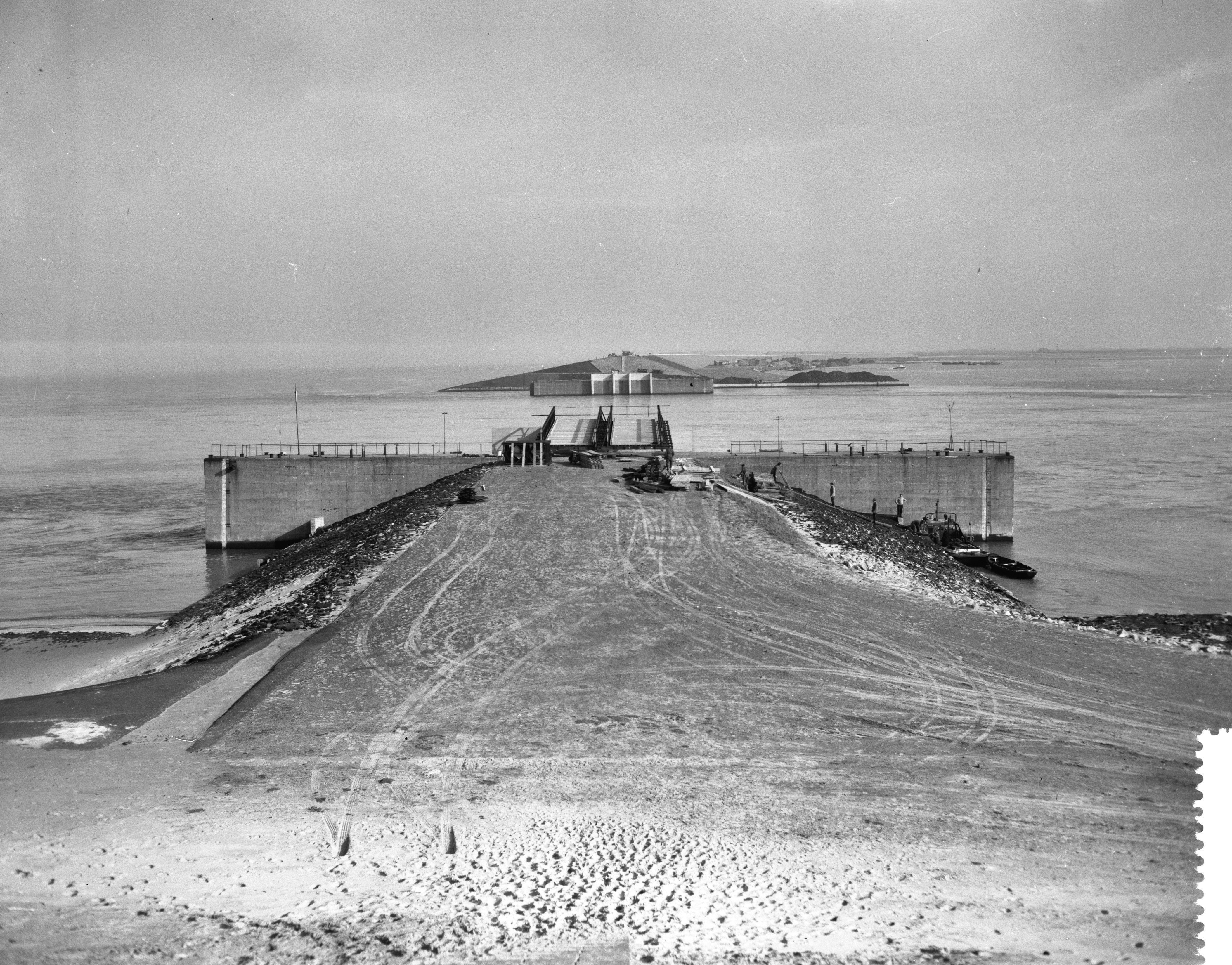
De dam voor het plaatsen van de caissons
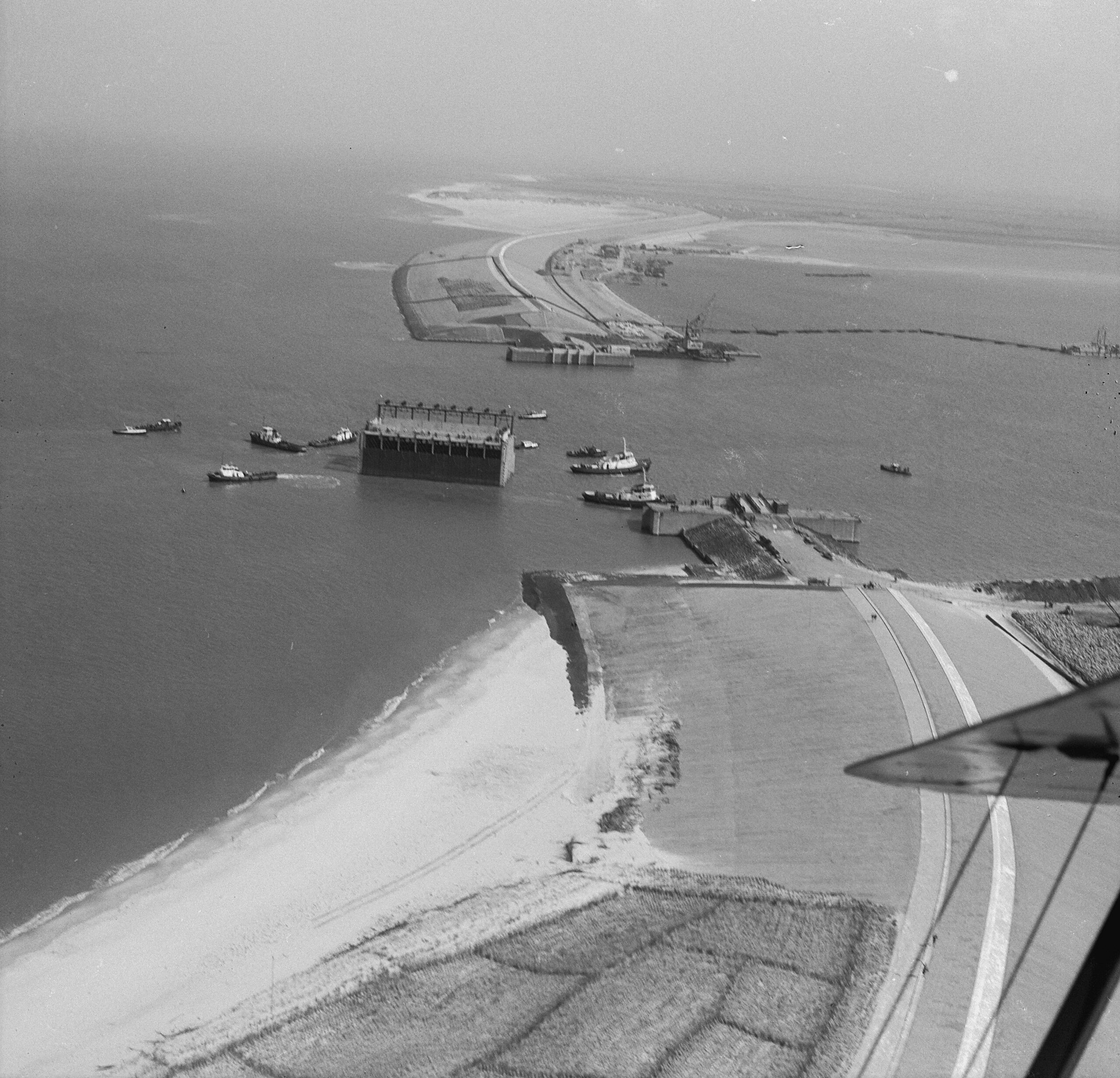
Invaren caissons gaat van start
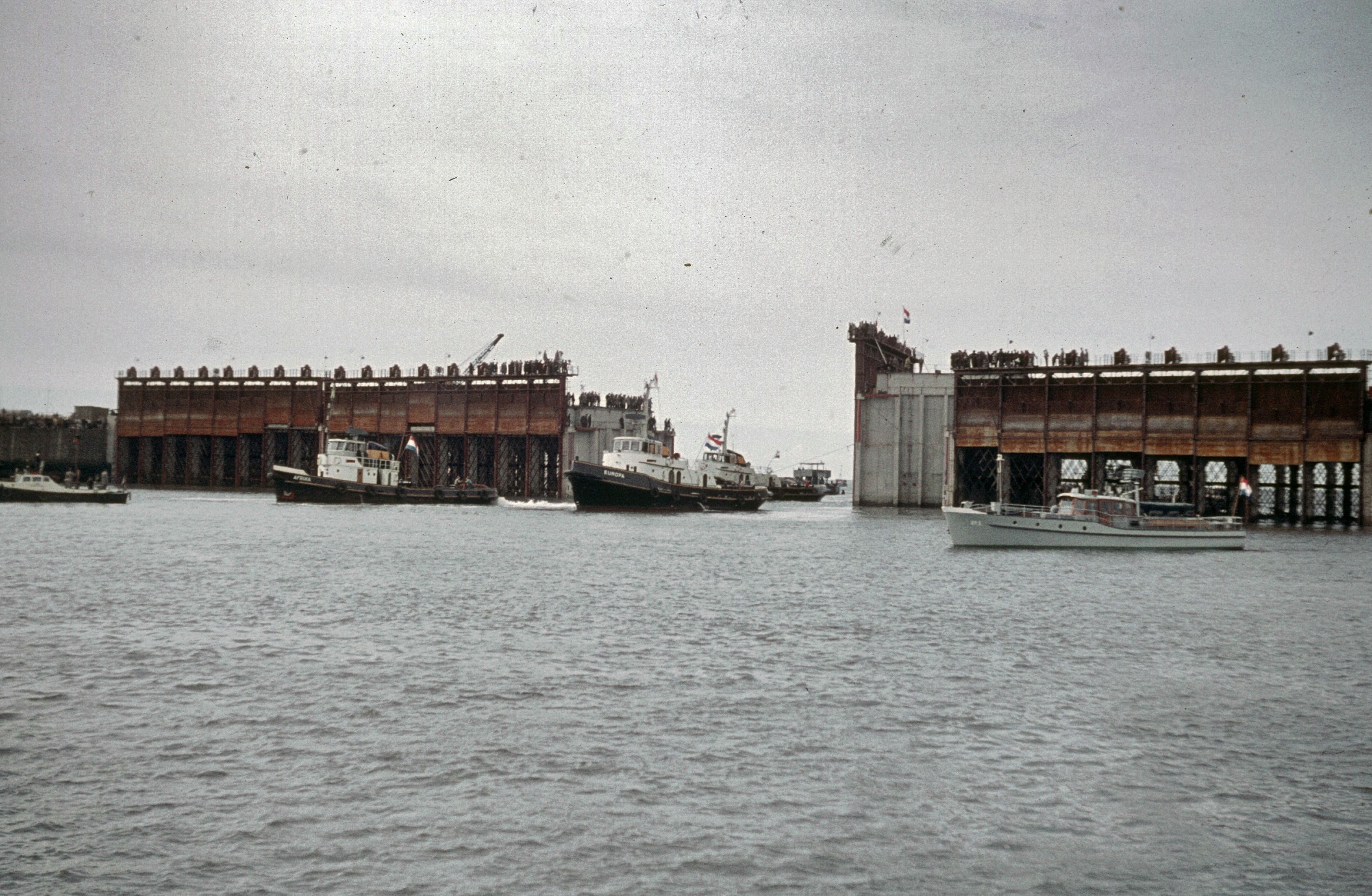
Laatste caisson wordt ingevaren
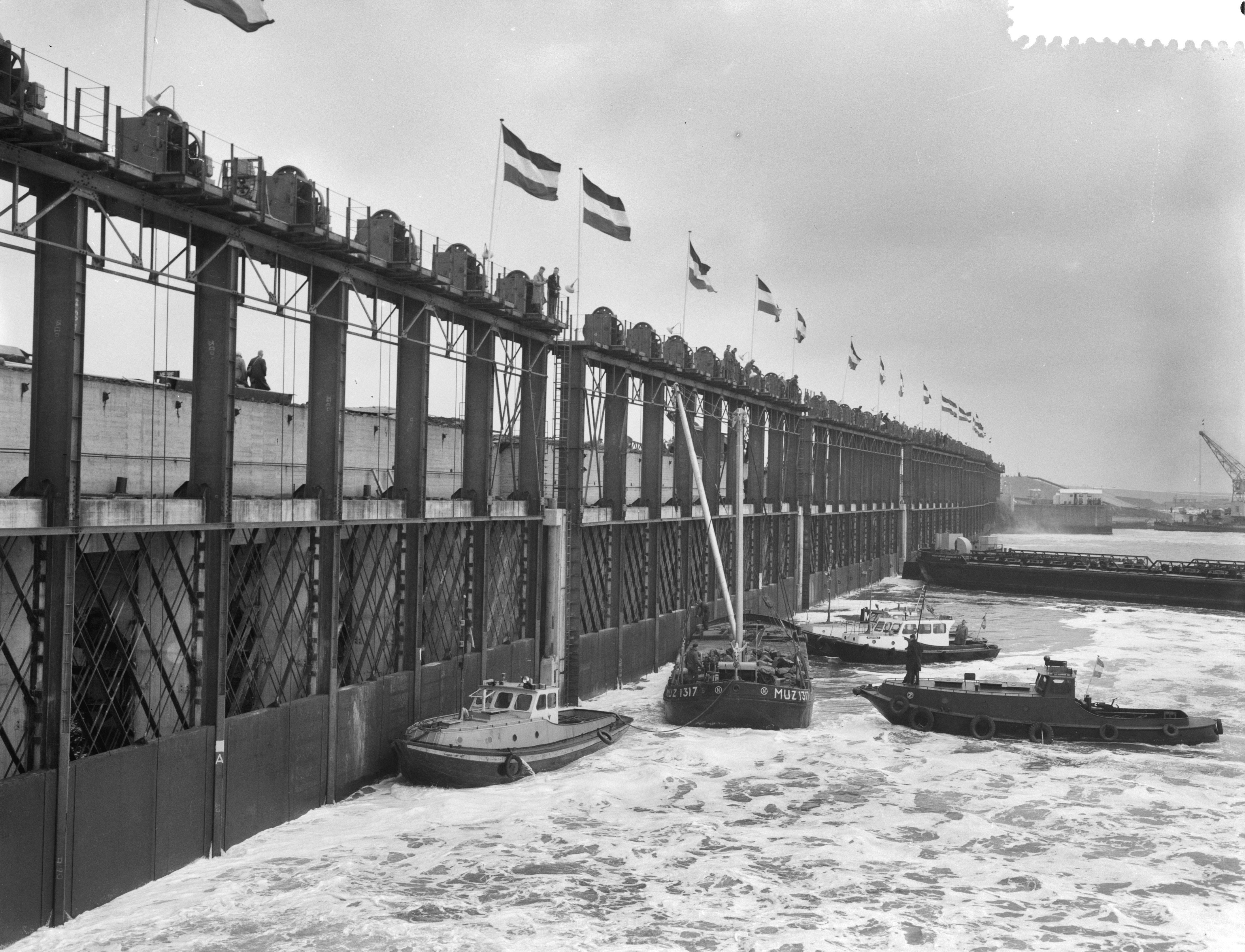
De caissons worden gesloten